# Voksenåsen
Voksenåsen är Norges nationalgåva till Sverige som tack för hjälpen under andra världskriget och är idag ett svensk-norskt samarbetscenter, konferenshotell och restaurang på  Voksenkollen i Oslo.
Voksenåsen gavs 1955 av Norge som nationalgåva till Sverige som tack för hjälpen under andra världskriget, och ägs av svenska staten genom Kulturdepartementet.  Byggnaden förvaltas av Statens Fastighetsverk . Överlämnandet skedde av Norges statsminister Einar Gerhardsen till Sveriges statsminister Tage Erlander.
| ”                                                   | Det norske folk samles idag for å uttrykke sin dypeste takknemlighet til sitt svenske broderfolk for hjelpen under de tøffeste krigstider og under de følgende år med oppbygning. På Voksenåsen, lokalisert 500 meter over havet, vil det svenske flagget bli heist idag og flagre ved siden av det norske over 30.000 kvadratmeter land. Et hjem vil bli bygget på dette stedet for våre naboer. Midt i frodig skog, vil eiendommen være utenfor allfarvei, men allikevel i hjertet av Norges hovedstad. Svenske kvinner og menn som bor i Norge vil kunne erfare det norske landskap og kultur. Med dette brev presenterer vi eiendommen Voksenåsen til det svenske folk. | „ |
| – Einar Gerhardsen vid överlämnandet den 9 maj 1955 | |   |

Voksenåsen, som ursprungligen benämndes Svenskhemmet Voksenåsen, öppnades av Olav V och kung Gustav VI Adolf 1 oktober 1960. Anläggningen ritades av Hans-Kjell Larsen och Terje Thorstensen.